# تپه عیسی ۷۶ - k
تپه عیسی ۷۶ - k مربوط به دوران‌های تاریخی پس از اسلام است و در شهرستان کنگاور، روستای چشمه نوش واقع شده و این اثر در تاریخ ۱۰ دی ۱۳۸۱ با شمارهٔ ثبت ۶۶۴۳ به‌عنوان یکی از آثار ملی ایران به ثبت رسیده است.